# Israelische Badmintonmeisterschaft 2011
Die Israelische Badmintonmeisterschaft 2011 fand vom 29. bis zum 30. April 2011 im Kibbuz Hatzor statt.

## Medaillengewinner
| Disziplin    | Gold                               | Silber                      | Bronze                             |
| ------------ | ---------------------------------- | --------------------------- | ---------------------------------- |
| Herreneinzel | Misha Zilberman                    | Vladislav Chislov           | Ilia Konyak                        |
| Herreneinzel | Misha Zilberman                    | Vladislav Chislov           | Alexander Bass                     |
| Dameneinzel  | Alina Pugach                       | Rotem Romano                | Dana Katz                          |
| Dameneinzel  | Alina Pugach                       | Rotem Romano                | Mor Bitterman                      |
| Herrendoppel | Nir Yusim Alexander Bass           | Ziv Nadil Itay Elazar       | Leon Pugach Dani Schneidman        |
| Herrendoppel | Nir Yusim Alexander Bass           | Ziv Nadil Itay Elazar       | Vladislav Chislov Ilia Konyak      |
| Damendoppel  | Rotem Romano Alina Pugach          | Tuval Cohen Dana Katz       | Hila Torbilo Adi Rodinsky          |
| Damendoppel  | Rotem Romano Alina Pugach          | Tuval Cohen Dana Katz       | Lori Plonski אנה וייס (Anna Weiss) |
| Mixed        | Misha Zilberman Svetlana Zilberman | Anton Kracheny Alina Pugach | Leon Pugach Rotem Romano           |
| Mixed        | Misha Zilberman Svetlana Zilberman | Anton Kracheny Alina Pugach | Vladislav Chislov Mor Bitterman    |